# Escorpião-imperador
Pandinus imperator, conhecido pelo nome comum de escorpião-imperador, é uma espécie de escorpião nativa das florestas úmidas tropicais e das savanas da África Ocidental. A espécie constitui, que vive até aos 6-8 anos de idade, é uma das maiores espécies de escorpiões do mundo, chegando a atingir 20 cm de comprimento, tamanho apenas apenas ultrapassado pela espécie Heterometrus swammerdami. De corpo negro brilhante que, como outros escorpiões, brilha num tom verde pastel ou azul sob luz ultravioleta. É uma espécie popular no comércio de animais de estimação, sendo protegida pela CITES.

## Descrição

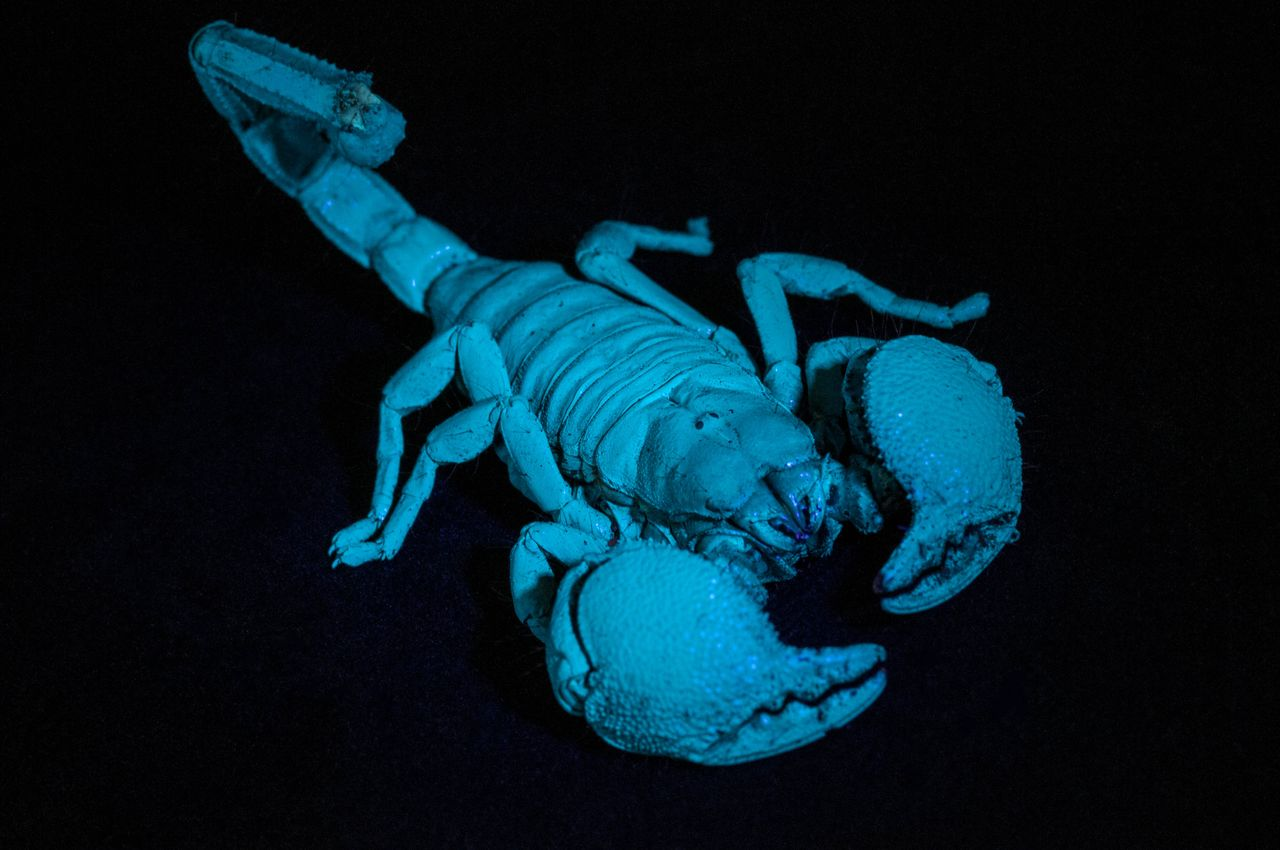
Fluorescência sob luz ultravioleta.

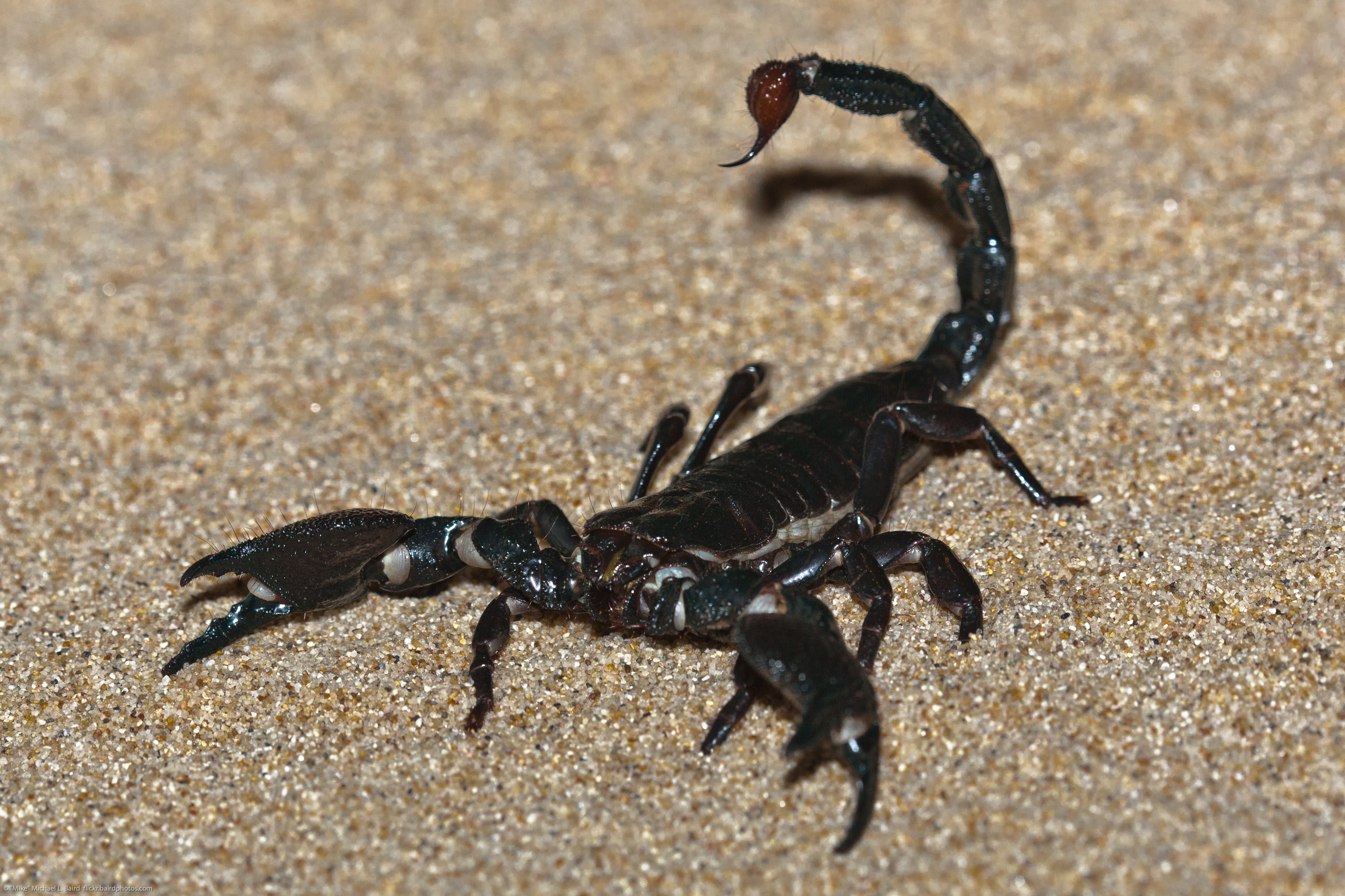
Um espécime sobre areia

Pode ser considerado um gigante gentil entre os escorpiões, devido a seu tamanho imponente, ao seu veneno pouco tóxico (perigoso apenas para as pessoas alérgicas à picada da abelha) e um temperamento muito calmo, o mais dócil dos escorpiões. Por isso, é muito usado como animal de estimação exótico.

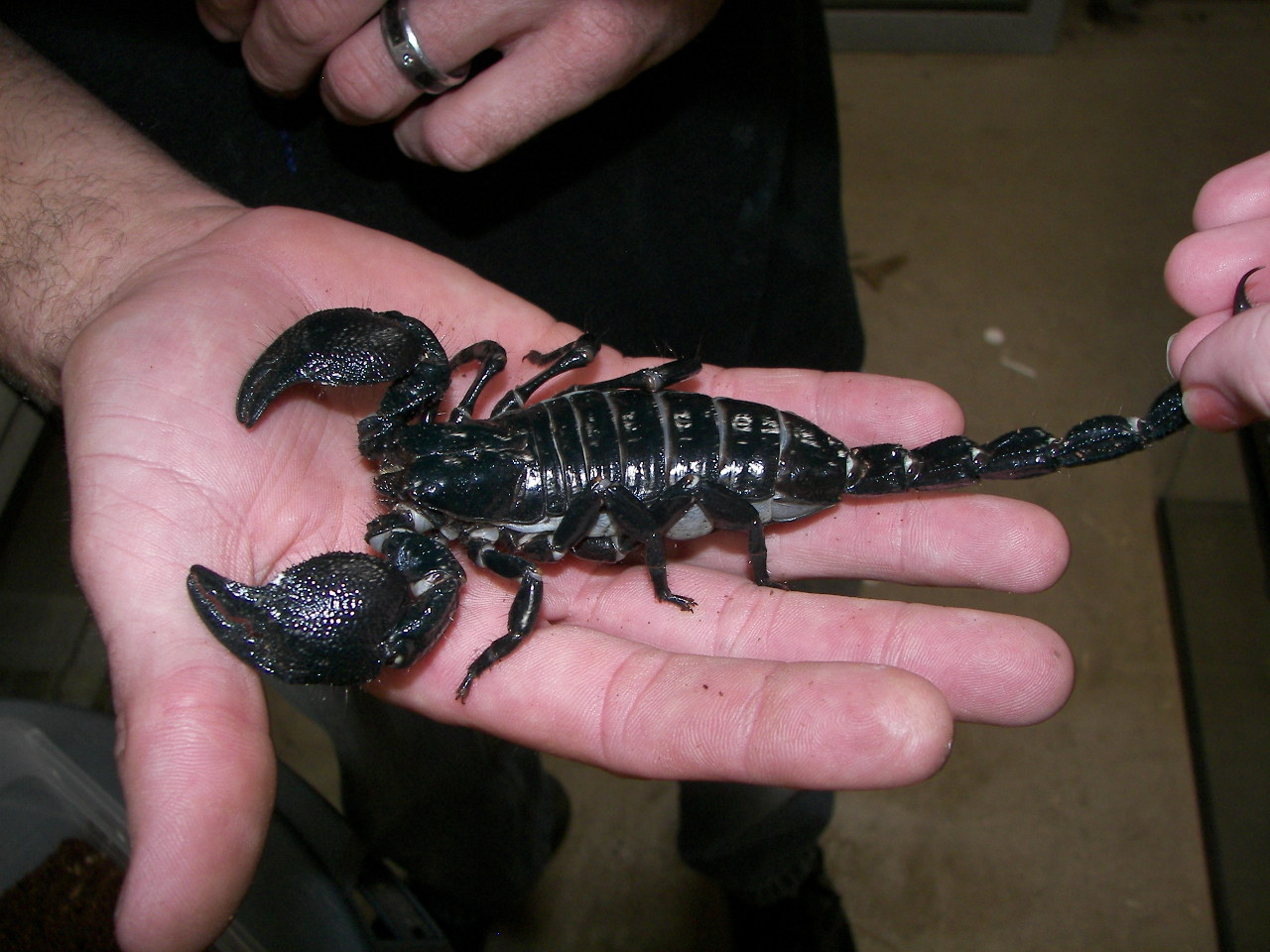
P. imperator é, geralmente, muito dócil e tolerante com o contato humano.

O corpo é de coloração preta, com pinças grandes quando comparadas com o corpo, sendo quase cego, mas os seus pelos sensoriais nas pernas suprem essa deficiência. Pode viver até 8 anos, longevidade alta para os artrópodes. Vive nas florestas húmidas da África, caçando grilos, baratas, e outras presas, como lagartos e ratos. O escorpião imperador é predado por répteis, mamíferos e anfíbios.